# 원주 이씨 (이신우)
원주 이씨(原州 李氏)는 강원특별자치도 원주시를 본관으로 하는 한국의 성씨이다. 분적 시조는 진한(辰韓) 양산촌장(楊山村長) 표암공(瓢巖公) 이알평(李謁平)의 원손인 이신우(李申佑)이다.
원주 이씨(原州 李氏)의 분적 시조는 이신우(李申佑)로, 진한(辰韓) 양산촌장(楊山村長)이며 경주이씨(慶州李氏) 시조(始祖)인 표암공(瓢巖公) 이알평(李謁平)의 원대손(遠代孫)이다.
1004년(고려 목종7) 문과에 급제하여 문종조(文宗朝)에서 병부상서(兵部尙書)를 지내고 나라에 공을 세워 원주백(原州伯), 경흥군(慶興君)에 봉작되어 호장(戶長)으로 원주(原州)에 세거(世居)하면서 본관(本貫)을 경주(慶州)에서 분관(分貫)하였고, 경원군파(慶原君派), 강릉공파(江陵公派), 판도판서공파(版圖公派), 3파(三派)후손을 두었다. 경원군파(慶原君派)의 파조(派祖)는 시조(始祖) 이신우(李申佑)의 13세 경원군 이반계(李攀桂)로 고려(高麗) 공민왕조(恭愍王朝)에 신호위령중랑장(神虎衛領中郞將) 예부상서(禮部尙書)에 이르러 고려(高麗)가 국운(國運)이 다하여 조선(朝鮮)이 개국(開國)하자 불사이군(不事二君)의 충절(忠節)을 지킨 두문동(杜門洞) 72현인의 한분이며 운곡(耘谷) 원천석(元天錫)과 함께 원주 치악산 아래 사전리로 은둔(隱遁)하였다. 태종(太宗)과는 구의(舊誼)가 있어 우의정(右議政)으로 불렀으나 불응(不應)하고, 왕의 행차가 문전에 당도하니 나가지 않고 음약단설(飮藥單設)하고 절사(節死)하였다. 태종(太宗)이 그 절의(節義)를 가상히 여겨 경원군(慶原君)에 봉작(封爵)하고 충절(忠節)이라 시호(諡號)를 내렸다. 유적(遺跡)은 강원도 횡성군 횡성읍 정암리 황직동 계좌(癸坐)에 모셔있다. 공은 아들 4형제를 두었는데, 장남 이(頤), 차남 견(肩), 3남 요(瑤), 4남 족(足)이다.
강릉공파(江陵公派)의 파조(派祖)는 경원군의 아우 봉례공(奉禮公) 을계(乙桂)의 손자 강릉대도호부사(江陵大都護府使) 이영화(李英華)로 시조 이신우의 15세(世)이며, 단종(端宗)이 폐위(廢位)되니 벼슬을 버리고 전남 해남군 마산면 산막리로 낙남(落南)하여 6형제(兄弟)를 두었는데 맹건(孟健), 충건(忠健), 인건(仁健), 의건(義健), 예건(禮健), 지건(智健)이요. 강릉공(江陵公)의 증손(曾孫) 충청수사(忠淸水使) 이계정(李繼鄭) 장군(將軍)은 임진왜란(壬辰倭亂)때 충무공(忠武公) 이순신장군(李舜臣將軍)과 함께 해전(海戰)에서 공을 세우다 전사(戰死)하였으니, 장군(將軍)의 유물(遺物)은 해남 묘동 지방문화재 159호 영산사(英山祠) 유물관에 전시되어 있으며, 왜란(倭亂) 당시 수사공(水使公)외 여덟 분의 충신(忠臣)은 증조(曾孫) 회령부사(會寧府使) 숙형(淑亨), 현손(玄孫) 훈련판관(訓鍊判官) 대행(代行), 현손(玄孫) 훈련원판관(訓鍊院判官) 호(琥), 현손(玄孫) 훈련원부장(訓練院部長) 황(璜), 현손(玄孫) 직장(直長) 순(珣), 현손(玄孫) 병조참판(兵曹參判) 원해(元海), 현손(玄孫) 의주부윤(義州府尹) 준(浚), 5대손(代孫) 훈련원주부(訓鍊院主簿) 성춘(成春)으로서 이상 아홉 충신(忠臣)은 영산사(英山祠)에 배향(配享)되었으며, 19세 문길(文吉), 20세 광일(光一), 21세 신언(愼言) 3世가 효행(孝行)을 드높여 세상에 시범코자 1714년 숙종(肅宗 40) 갑오(甲午)에 작설(綽楔)을 세우는 은전(恩典)을 내려 효자문(孝子門)은 현재에 이르고 있다.
판도공파(版圖公派)의 파조(派祖)는 시조 이신우의 차손(次孫) 민개(民介)의 11세손(世孫) 판도판서(版圖判書) 이천명(李天明)이다.

### 경원군파(慶原君派)
경원군파(慶原君派) - 파조(派祖)는 이반계(李攀桂, 1334 - 1392) 호(號)는 송헌(松軒)이며 작위(爵位)는 경원군(慶原君)이고 시호(諡號)는 충절(忠節)이다. 고려시대 말기, 조선시대 전기의 문신이다. 이성계의 위화도 회군과 조선 건국에 반대하여 절의를 지켰다. 고려왕조에서 예부상서(조선시대의 예조판서에 해당)를 지냈고, 조선왕조에서 태종 이방원이 그의 절개를 높이 사서 영의정을 추증(사후 작위나 벼슬을 내리는 일)하였다. 운곡 원천석(耘谷 元天錫)의 문인이다.
운곡 원천석(耘谷 元天錫)과는 친구사이이며, 예부상서 시절에는 이방원을 제자로 가르쳤다. 고려 공민왕(恭愍王) 때 여러 벼슬을 지내고 전의교위(殿毅校尉), 신호위영중랑장(神虎衛嶺中郞將)과 예부상서(禮部尙書)를 역임하였다. 1392년 이성계가 위화도에서 회군하여 공양왕을 몰아내고 조선을 개국하자 벼슬을 버리고 운곡 원천석(耘谷 元天錫)과 함께 강원도 원주 사전리 치악산에 은거하며 고려의 운이 다하고 이씨의 세상이 됨에 차라리 굶어죽을지라도 “이씨의 신하는 되지 않겠다.”고 맹세하고 나오지 않았다.
이후 단식 7일 만에 죽으니 후에 태종 이방원이 그의 절의를 가상히 여겨 경원군(慶原君)에 추봉하고 증직으로 영의정에 추증하였다. 경현사(景賢祠)에 배향되었고 충절(忠節)의 시호가 추서되었다.

### 강릉공파(江陵公派)
강릉공파(江陵公派) - 파조(派祖)는 이영화(李英華)[1430~1517]는 과거에 급제한 뒤 투필첩호방(投筆捷虎榜)으로 무과에도 뽑혀 감역(監役)을 역임하였다. 이후 직산현감과 홍산현감을 거쳐 강릉대도호부사(江陵大都護府使)를 역임하던 중 1453년(단종 원년) 수양대군이 계유정란(癸酉靖亂)을 일으켜 우의정 김종서(金宗瑞) 등 반대파를 살해하자 멸문지화를 염려하여 지금의 해남군 마산면 산막리로 피신해 정착하였다.
해남의 원주 이씨는 임진왜란과 병자호란 때 9명의 충신과 3대에 걸쳐 효자를 배출하였다.(해남군 마산면 영산사 소장 문서)
대표적인 인물로는 이장(李樟), 이남(李楠), 이원해(李元海), 이홍신(李弘信), 이지훈(李之訓), 이계정(李繼鄭) 등을 들 수 있다.
이영화는 맹건(孟健). 충건(忠健). 인건(仁健). 의건(李義健). 예건(禮健). 지건(智健) 등 여섯 명의 아들을 두었는데, 해남으로 내려오지 않은 충건을 제외한 다섯 아들이 해남 근교에 흩어져 세거하면서 해남 지역 원주 이씨의 기틀을 다졌다.
1991년 원주이씨대동보 발간 때 영화(英華)의 조부(祖父)이신 을계(乙桂)로 상계하여 파조(派祖)로 삼았다.

### 판도공파(版圖公派)
판도공파(版圖公派) - 파조(派祖)는 이천명(李天明)이며 자헌대부(資憲大夫) 판도판서(版圖判書)를 지내셨다.

### 과거
| 이신우(李申佑) | 신 원주 이씨 시조, 고려조 병부상서                                                                              |
| 이반계(李攀桂) | 고려조 예부상서                                                                                                 |
| 이천명(李天明) | 고려조 판도판서                                                                                                 |
| 이을계(李乙桂) | 고려조 통례원 봉례                                                                                              |
| 이영화(李英華) | 조선조 강릉대도호부사(江陵大都護府事)                                                                           |
| 이계정(李繼鄭) | 조선조 충청수군절도사                                                                                           |
| 이억복(李億福) | 조선조 함경남도 병마절도사                                                                                      |
| 이숙형(李淑亨) | 조선조 회령부사, 선무원종공신(宣武原從功臣), 영산사 배향                                                        |
| 이황(李璜)     | 조선조 병절교위                                                                                                 |
| 이유(李瀏)     | 조선조 예조좌랑(禮曹佐郞)추추관기사관(春秋館記事官)성균관박사(成均館博士)조봉대부행무장현감(朝奉大夫行茂長縣監) |
| 이대행(李大行) | 조선조 훈련원 판관                                                                                              |
| 이원해(李元海) | 조선조 훈련원 부정                                                                                              |
| 이준(李浚)     | 조선조 의주부윤                                                                                                 |
| 이순(李珣)     | 조선조 직장 |
| 이호(李琥)     | 조선조 선무원종2등공신                                                                                          |
| 이성춘(李成春) | 조선조 훈련원 봉사                                                                                              |
| 이의경(李毅敬) | 조선후기 익위사부솔(翊衛司副率)을 역임한 문신. 학자.                                                            |
| 이남(李楠)     | 조선조 무장현감, 증통정대부 승정원 좌승지                                                                       |
| 이연근(李淵根) | 자는 성서(聖瑞)이고 호는 일순재(一順齋)이며, 항일의사(抗日義士)                                                 |

### 현재
| 이훈동(李勳東) | 전 기업가(조선내화 창업주) 전 신문인, 목포대학교 명예경영학박사      |
| 이성일(李成一) | 제11대 국회의원(한국국민당(1981년)                                   |
| 이정일(李正一) | 제16대 국회의원(무소속(2000년), 제17대 국회의원(새천년민주당(2004년) |
| 이기진(李誕熙) | 서강대학교 교수                                                      |
| 이탄희(李誕熙) | 제21대 국회의원(더불어민주당(2020년)                                 |
| 이훈민(李訓民) | 지방자치단체 공무원(2023~)                                           |

| 세(世) | 경원군파/판도공파 | 강릉공파     | 세(世) | 전족공통             |
| ------ | ----------------- | ------------ | ------ | -------------------- |
| 28세   | 台 ◎              | ◎ 欽 ／ ◎ 鉉 | 38세   | 思 ◎ ／ 重 ◎ ／ 愚 ◎ |
| 29세   | ◎ 基 ／ ◎ 培      | 泳 ◎ ／ 浩 ◎ | 39세   | ◎ 元 ／ ◎ 胤 ／ ◎ 旭 |
| 30세   | 鍾 ◎ ／ 錫 ◎      | ◎ 根 ／ ◎ 煥 | 40세   | 夏 ◎ ／ 命 ◎ ／ 昺 ◎ |
| 31세   | ◎ 澤 ／ ◎ 潤      | 炯 ◎ ／ 炳 ◎ | 41세   | ◎ 宗 ／ ◎ 宇 ／ ◎ 寧 |
| 32세   | 東 ◎ ／ 相 ◎      | ◎ 培 ／ ◎ 均 | 42세   | 哉 ◎ ／ 茂 ◎ ／ 成 ◎ |
| 33세   | ◎ 煥 ／ ◎ 然      | 錬 ◎ ／ 鎭 ◎ | 43세   | ◎ 起 ／ ◎ 熙 ／ ◎ 範 |
| 34세   | 圭 ◎ ／ 在 ◎      | ◎ 淑 ／ ◎ 求 | 44세   | 肅 ◎ ／ 康 ◎ ／ 庚 ◎ |
| 35세   | ◎ 鎔 ／ ◎ 鎭      | 和 ◎ ／ 植 ◎ | 45세   | ◎ 章 ／ ◎ 常 ／ ◎ 宰 |
| 36세   | 洙 ◎ ／ 濟 ◎      | ◎ 容 ／ ◎ 燮 | 46세   | 珪 ◎ ／ 升 ◎ ／ 揆 ◎ |
| 37세   | ◎ 來 / ◎ 榮       | 吉 ◎ / 圭 ◎  | 47세   | ◎ 肇 / ◎ 奉 / ◎ 揆   |

※ 共用行列字는 家諱에 禁한 四十三字를 除外하였고 大法院에서 選定한 人名用 二千七百三十一字中에서 作名數運靈動에 맞추어 制定하였음.
※ 원주 이씨 파조 대수 항렬표

## 같이 보기
- 경주 이씨
- 원주시
- 단양군
- 해남군
- 진도군